# Gnathifera (geslacht)
Gnathifera is een geslacht van vlinders van de familie borstelmotten (Epermeniidae).

## Soorten
- G. aphronesa (Meyrick, 1897)
- G. australica (Gaedike, 1968)
- G. bipunctata (Gaedike, 1968)
- G. eurybias (Meyrick, 1897)
- G. hollowayi Gaedike, 1981
- G. opsias (Meyrick, 1897)
- G. paraphronesa (Gaedike, 1968)
- G. paropsias (Gaedike, 1972)
- G. proserga (Meyrick, 1913)
- G. pseudaphronesa (Gaedike, 1972)
- G. uptonella (Gaedike, 1968)